# 인체해부학

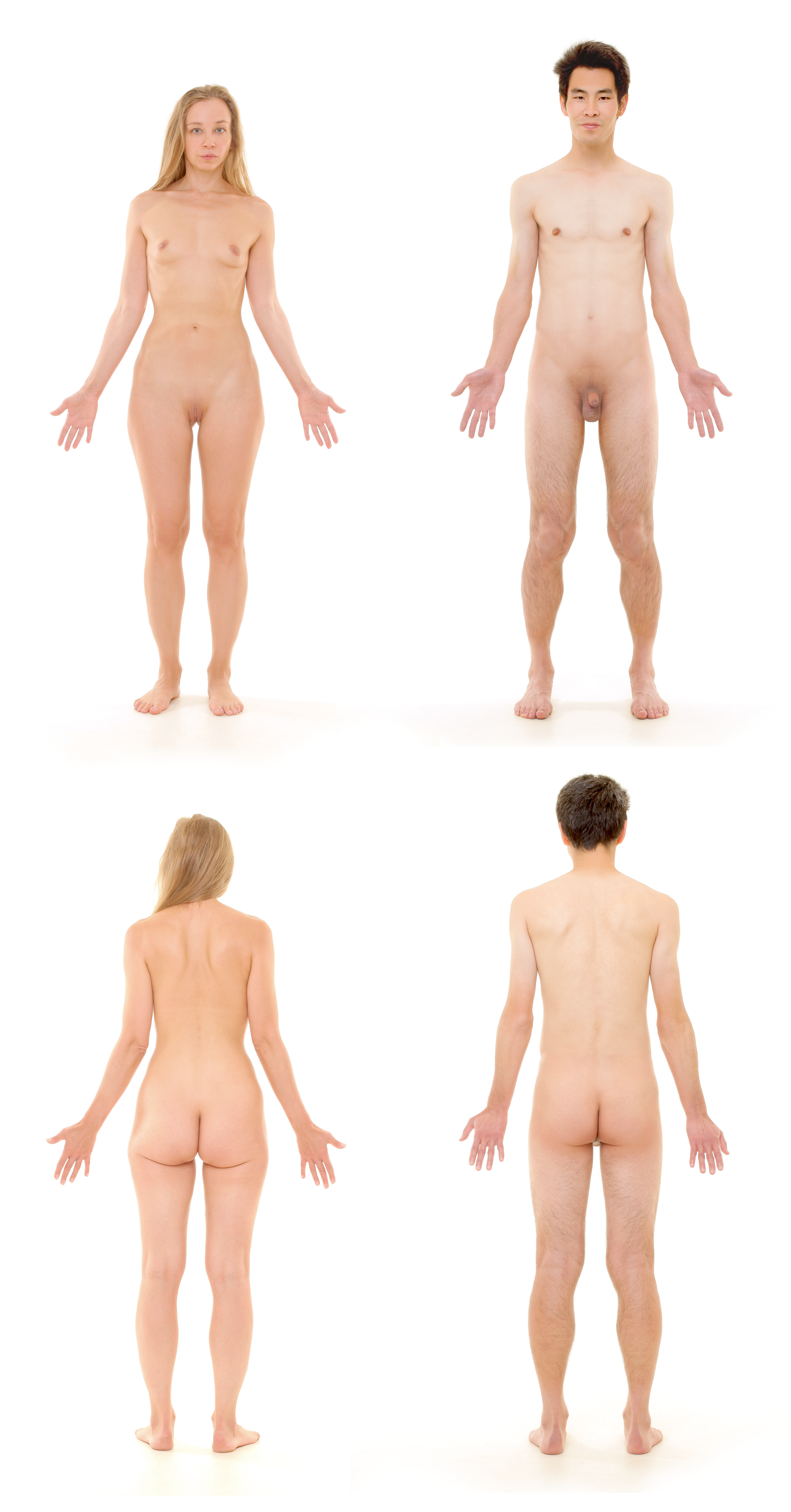
여성(왼쪽)과 남성(오른쪽) 성인 인체를 복부(위)와 등(아래) 관점에서 촬영했다. 자연적으로 발생하는 음모, 신체 및 얼굴 털은 해부학을 보여주기 위해 의도적으로 제거되었다.

인체해부학(人體解剖學, 영어: human anatomy, anthropotomy)은 인체의 구조를 탐구하는 학문이다. 해부학(解剖學, anatomy)의 하위 학문이기도 하다. 벨기에의 의학자 안드레아스 베살리우스(Andreas Vesalius, 1514~1564)는 《인체의 구조에 관하여》(De humani corporis fabrica libri septem)라는 저술을 통해 과학자의 독립적인 비판정신을 의학 분야에서 처음으로 보여준 사람이었다. 안드레아스 베살리우스는 인체를 직접 해부함으로써 관찰에 근거한 해부학을 제시했다.
KMLE 의학검색엔진에서 "대한의협 의학용어 사전"과 "대한해부학회 의학용어 사전"을 검색할 수 있다.

## 같이 보기
- 해부학 용어
- 인체골격
- 인체 근육 목록
- 인체 신경 목록
- 혈관
- 순환계통
- KMLE (의학 검색 엔진)